# Erelieva
Erelieva (ca. 440 - ca. 500) was de moeder van de Ostrogotische koning Theodorik de Grote. Ze wordt meestal beschreven als de concubine van Theodorik's vader, Theodemir, hoewel de historicus Thomas Hodgkin opmerkt dat dit weinig afbreuk deed aan haar positie bij het hof. Aan veel Germaanse hoven uit die tijd had men een minder strikte opvatting ten opzichte van de huwelijkstrouw dan die in latere eeuwen gebruikelijk zou worden, evenals dat enige eeuwen later nog gewoon was bij de Noormannen.
Erelieva was Katholiek, en gedoopt met de naam Eusebia. Ze heeft waarschijnlijk op volwassen leeftijd het arianisme voor dit geloof ingeruild. Het lijkt erop dat Ereliava het Katholieke geloof nogal serieus nam, zoals blijkt uit haar correspondentie met paus Gelasius en opmerkingen over haar in Ennodius's Panegyricus van Theodorik.